# Baix Empordà
Baix Empordà (spanyolul Bajo Ampurdán) járás (comarca) Katalóniában, Girona tartományban. Baix Empordà Alt Empordà, Gironès és Selva comarcákkal határos.

## Települések
- Albons - 607
- Begur - 3 748
- Bellcaire d’Empordà - 619
- La Bisbal d’Empordà - 8 651
- Calonge - 8 282
- Castell-Platja d’Aro - 7 905
- Colomers - 206
- Corçà - 1 174

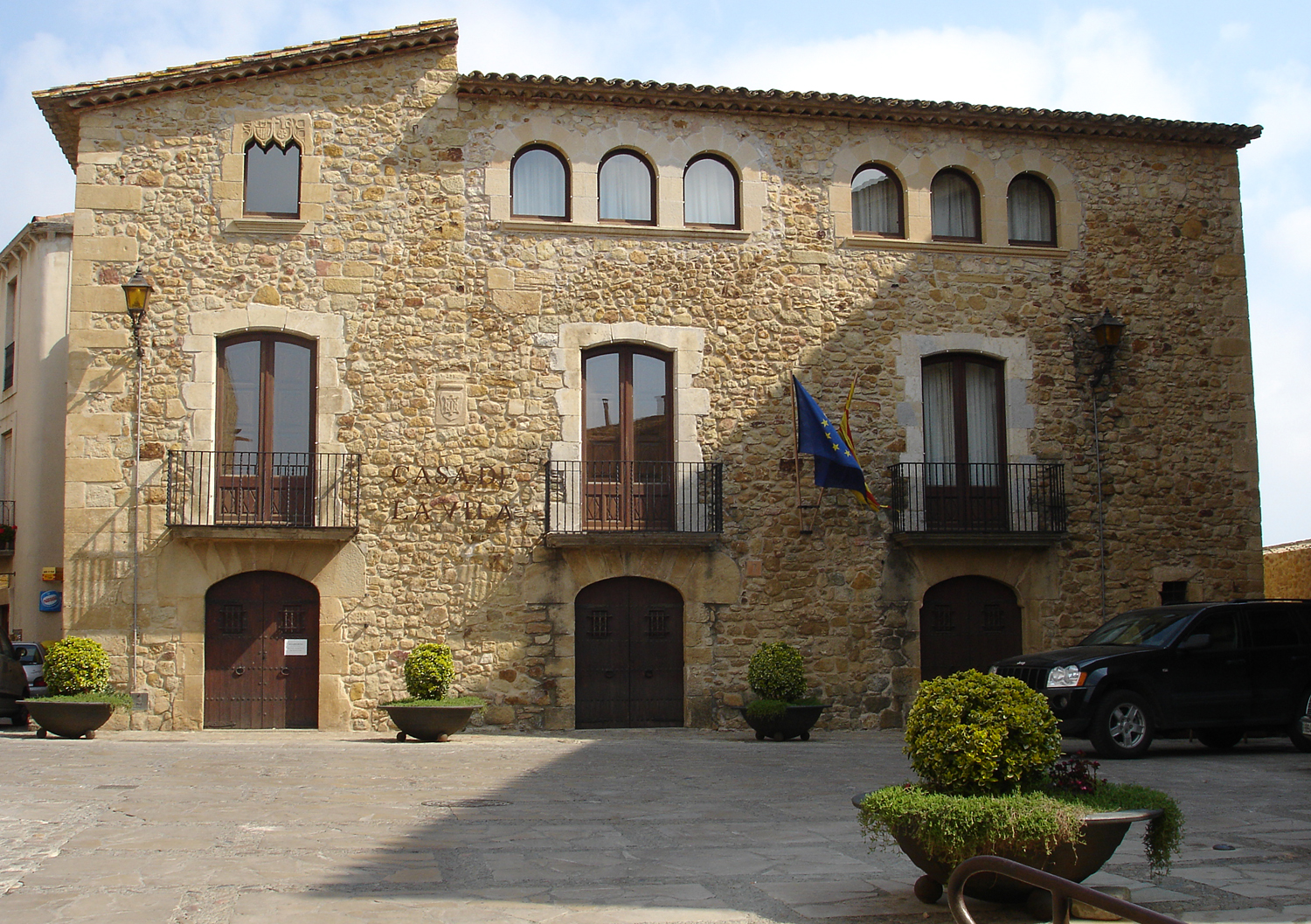
Pals - Casa de la Vila

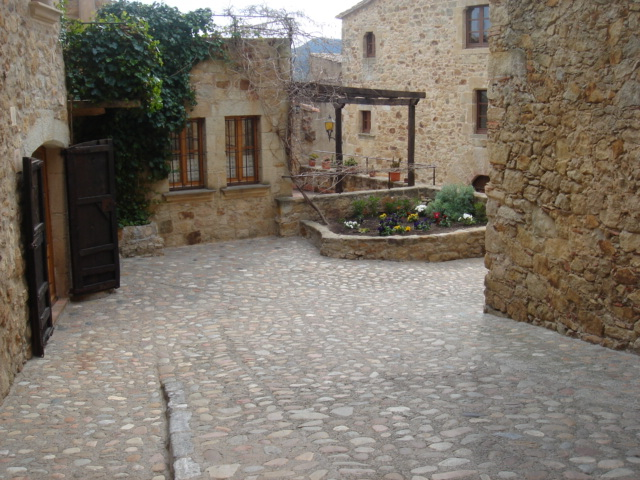
Pals - Utcakép

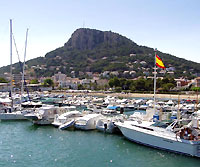
Torroella de Montgrí - L'Estartit

- Cruïlles, Monells i Sant Sadurní de l’Heura - 1 168
- Foixà - 303
- Fontanilles - 165
- Forallac - 1 684
- Garrigoles - 144
- Gualta - 321
- Jafre - 348
- Mont-ras - 1 749
- Palafrugell - 19 635
- Palamós - 15 968
- Palau-sator - 287
- Pals - 2 143
- Parlavà - 348
- La Pera - 401
- Regencós - 288
- Rupià - 179
- Sant Feliu de Guíxols - 19 456
- Santa Cristina d’Aro - 3 522
- Serra de Daró - 176
- La Tallada d’Empordà - 332
- Torrent - 168
- Torroella de Montgrí - 9 393
- Ullastret - 230
- Ullà - 893
- Ultramort - 199
- Vall-llobrega - 549
- Verges - 1 145
- Vilopriu - 167